# 穐田誉輝
穐田 誉輝（あきた よしてる、1969年4月29日 - ）は、日本の実業家、エンジェル投資家、くふうカンパニー取締役会長。「食べログ」を作り「カカクコム」「クックパッド」を育てた経営者。カカクコム代表取締役社長、クックパッド代表執行役を歴任。元妻はタレントの菊川怜。千葉県匝瑳市生まれ、青山学院大学経済学部卒業、慶應義塾大学大学院 法学研究科修士課程修了。2024年に離婚。

## 概要
数々の企業を上場させ、時価総額1兆円を達成。カカクコム、食べログ、クックパッドを成長軌道に乗せ、現在は新しい事業の創出、経営者の育成・支援に取り組むエンジェル投資家。世界に37枚しかないフェルメールの絵の1枚『聖プラクセディス』（当時価格で約11億円）を所有する。

## 経歴
千葉県匝瑳市生まれ、父はサラリーマン、母は生保レディという中流家庭に生まれる。実家は代々、匝瑳市を所在とする家系であり14代目。弟と妹を持つ長男として育った。千葉県立匝瑳高等学校理数科、青山学院大学経済学部を卒業。
1993年（平成5年）野村証券系のベンチャーキャピタル（投資会社）「株式会社日本合同ファイナンス（現・ジャフコ グループ）」に入社。入社理由は独立を視野に入れて一定期間に投資とキャリアを積むためだった。企業研究と営業の極意を得た。
1996年（平成8年）中古車買い取り「ジャック株式会社（現・カーチスホールディングス）」に転職。ネット黎明期からインターネットを活用する中古販売は先駆者的な会社だった。転職理由は上場を目指すベンチャー企業で自社株を手に入れ、独立資金の元金を作るつもりだった。1999年上場を果たす。
1999年（平成11年）30歳、ネット起業を対象に30億円のファンドを投資対象にしてほしいと投資家に頼まれる。9月、投資育成会社「株式会社アイシーピー（Incubation Capital Partners）」を設立し、代表取締役社長に就任。ただ投資するスタイルではなく「働く株主」として主体的経営に関わった。
2000年（平成12年）5月、人員5名の価格情報をネット提供する「株式会社カカクコム（価格.com）」に1億円出資し、20％の株式を取得。経営に参画し、取締役に就任する。当時はパソコンマーケットが拡大する最中だった。翌年12月、代表取締役社長に就任。グルメレビューサイト「食べログ」のサービスを開始。この頃は個人事業の飲食店が増える時期だった。
2003年（平成15年）「株式会社カカクコム」を東京証券取引所のマザーズに上場。
2005年（平成17年）「株式会社カカクコム」を東証一部に指定替え。「食べログ」が軌道にのった翌年、「株式会社カカクコム」の社長を退任して、取締役相談役に就任。
2006年から2012年、37歳から43歳の6年間を充電期間に当てる。慶應義塾大学大学院 法学研究科修士課程を修了。法律の勉強やスポーツを楽しんだ。勉強をしながら積極的に様々なジャンルのプロに会いに行った。
2007年（平成19年）7月、クックパッドの社外取締役に就任。創業者で知人の佐野陽光から「時々、会社に来てほしい」と頼まれごとだった。
2012年（平成24年）5月、クックパッドの代表執行役兼取締役に就任。「家計簿アプリ Zaim」に出資。
2014年（平成26年）世界に37枚しかないフェルメールの絵の1枚『聖プラクセディス』を10億8,600万円（加えて手数料15～29％と税金）で落札。知育アプリ「キッズスター」に出資。翌年、結婚式口コミサイト「みんなのウェディング（現・エニマリ）」に出資。
2016年（平成28年）3月、クックパッド代表執行役を退任し、取締役兼執行役に就任。7月1日、チラシ・買い物情報サービス「トクバイ」や地域のよりみち情報サービス「ロコナビ」を手掛ける株式会社ロコガイドを設立。10月、不動産情報サイト「オウチーノ」を買収。買収にはクックパッドを辞めた4人の元執行役員も加わる。12月に執行役を辞任。12月、クックパッド子会社の「みんなのウェディング」を買収。
2017年（平成29年）4月、株式会社ロコガイド 代表取締役就任。4月27日、俳優の菊川怜と結婚。
2018年（平成30年）10月、くふうカンパニーの取締役会長に就任。
2020年（令和2年）6月、株式会社ロコガイド、東京証券取引所マザーズ上場。
2021年（令和3年）10月、株式会社ロコガイドと株式会社くふうカンパニーが合併。存続会社の株式会社くふうカンパニーの代表取締役に就任。
2023年（令和5年）12月、プレジデント社から穐田の半生と成功秘話を300ページにまとめた『ユーザーファースト 穐田誉輝とくふうカンパニー 食べログ、クックパッドを育てた男』（野地秩嘉・著）が発売。本の帯に堀江貴文、松浦弥太郎、小山薫堂と穐田の盟友から言葉が寄せられた。発売2日目で増刷が決定。

## 人物
- 福島県浪江町に住む祖母が大好きだった。無条件で人に愛情を注ぐ祖母の姿が穐田のビジネスの根源となっている。転職理由は上場を目指すベンチャー企業で自社株を手に入れ、独立資金の元金を作るつもりだった[28]。
- 穐田の生きがいは「素晴らしいサービスを世に送り出すこと、そして優れた人材を輩出すること。自分と関わったことで社会に大きな影響を与える人材が増えれば、それだけで毎日が楽しい。穐田さんには世話になったので、飯でもご馳走しますよという人が365人いれば、毎日おいしいご飯が食べられる。社会にとって良いこと、自分にとって嬉しいことの2つを同時に満たしてくれる」[29]
- 中学時代から音響機器が好きであり、秋葉原に通うなど、その頃から音響製品や家電製品の価格調査が趣味だった[30]。
- 美術品が好きである。カカクコム社長時代に奈良美智の作品を買ったことがきっかけで美術コレクターとなる。以降、奈良の作品を20点以上、他作家の絵画や工芸品を所有する。穐田は「独り占めしたい」気持ちでなく「人を驚かせたい」衝動で美術品を集めているという。「日本のどこかにフェルメールの絵を飾っておけばインバウンドの観光客が集まり、街が活性して日本にお金を落としてくれる」「どう喜んでくるか？の先にビジネスがある。常にユーザーファーストの考えを忘れない」とのこと[31]。

## ビジネス論
- 1995年、25歳で初めてパソコンに触れ、インターネットの世界に夢中となる。インターネットは社会と人間の行動を変えると実感した[32]。
- EXIT（株式を売却して現金化）することを嫌う。理由は「儲けなんて関係ない。良い会社になるのに売る意味が分からない」と自分がオーナー会社の「くふうカンパニー」を設立した[33]。
- カカクコムの功績としてサイト上の商品を安い順に掲載させたこと。結果、画面トップには一番安い価格を付けている店舗が載るようになり、ユーザーが自分が欲しい情報を瞬時に見つけることができるようになった[34]。
- クックパッドの功績として企画広告の強化、食品関連以外のクライアント獲得だった。例えば酢を使ったレシピコンテストを開いたり、視聴層に合った異業種企業に声をかけた。結果半年で広告売上が1.5倍に伸びた[35]。
- 1997年10月に創業したクックパッドは8年間営業赤字が続き、経営は大苦戦していた。このとき創業、間もないベンチャー企業に資金を提供するエンジェルとして穐田が登場して業績は右肩上がりに成長。穐田は社外取締役に就任し、上場を指南。東証マザーズに上場し、穐田は14.78％を出資する第2位の大株主となった[36]。
- カカクコム社長時代に穐田が決めた言行三原則がある。「①買うか買わないか迷ったら買わない」「②言うか言わないか迷ったら言わない」「③やるかやらないか迷ったらやる」。高校時代にアメリカへ交換留学生に行くことを躊躇したことを今でも悔やんでいるという[37]。

## 書籍
- 『ユーザーファースト 穐田誉輝とくふうカンパニー 食べログ、クックパッドを育てた男』（野地秩嘉・著書、プレジデント社、2023年12月19日）　ISBN 978-4833425179

## 出演

### テレビ
- 『ワールドビジネスサテライト』（テレビ東京） - 「家電価格の低迷について」[38]
- 『天職のとびら』（テレビ東京）[39] - 「誰でも使える究極のサービス業を目指す男の経営哲学とは？」[38]
- 『賢者の選択』（BS朝日）[40]

### ラジオ
- 『痛快！森永総研』（ニッポン放送）- 「伸びる会社は社長が違う」[38]
- 『ビジネス最前線』（ラジオ日本）- 「消費者として欲しいものを届ける情報サービス」[38]

### 新聞
- 読売新聞 - 「【連載】びと展望～穐田誉輝社長インタビュー」[38]
- 東京新聞 - 「起業家新時代　得する商品価格 教えます」[38]
- 千葉日報 - 「経営トップの発言集　目指すのは消費者の代理人」[38]
- 愛媛新聞 - 「消費者の“代理人”に」[38]
- 沖縄タイムス - 「トップ・言葉　商品選びの代理人目標」[38]
- 琉球新報 - 「経営トップの発言集　目指すのは消費者の代理人」[38]
- 日経MJ - 「トップの戦略　価格すべて比較する」[38]
- サンケイスポーツ - 「【連載・やっぱり野球が好き】F-プロジェクト 穐田社長インタビュー」[38]
- 保険情報 - 「方向性は「IT化した生協」 カカクコム 穐田社長インタビュー」[38]
- 通販新聞 - 「キーパーソンに聞く」[41]

### 雑誌
※ 国立国会図書館「穐田誉輝」調べにて
- 『月刊BOSS』（経営塾） 　 ※ 連載「穐田誉輝のバーチャル価格破壊道」[38]
- 『プレジデント』（プレジデント社）- 「全予測！働き方、生き方、稼ぎ方」[38]
- 『週刊ダイヤモンド』（ダイヤモンド社） - 「【連載・苦あれば楽あり】"一歩及ばずの人生"が今日の成功へとつながった」[38]
- 『BUSINESS INTELLIGENCE』（インテリジェンス出版社）- 「『情報』を『利益』に変えるビジネスモデル」[38]
- 『商業界』（商業界） - 「インターネット値頃論」[42]
- 『日経ビジネス』（日経BP）- 「【巻頭特集】値頃の壁--「高くてもいい」なんて大うそ」[38]
- 『週刊SPA!』（扶桑社）- 「おちまさとプロデュース 社長の腹」[38]
- 『マネージャパン』（角川SSコミュニケーションズ） - 「生島ヒロシのチャレンジャーに乾杯！」[38]
- 『MACPOWER』（アスキー） - 「小山薫堂と考える　人生を豊かにする偉大なるムダ遣い」[38]
- 『smart max』（宝島社）- 「公開！！社長の春のお買い物リスト」[38]
- 『Big tomorrow』（青春出版社）- 「いま、日本をリードするIT社長4人の 発送術からマネー術までその驚きの頭の中身」[38]
- 『monthly m』（ベルシステム24）- 「旬な男の先物買い」[38]
- 『Forbes（日本版）』（Forbes）- 「経営者ベスト50」[42]
- 『MEN'S EX』（世界文化社） - 「【連載企画】リーダーの群像」[42]
- 『月刊ネット販売』（宏文出版）- 「新潮流 通販を変える ネットビジネスの開拓者に聞く」[42]
- 『GQ JAPAN』（コンデナスト・ジャパン）- 「ビジネスで成功するための新常識」[42]
- 『エコノミスト別冊』（毎日新聞出版）- 「投資の達人・企業家列伝」[42]
- 『リクルート進学ブック「一年生」』（リクルート）- 「50人の仕事レポート」[42]
- 『Fole』（みずほ総合研究所）- 「社長が語る本の話『大切なことは目に見えない』本に学んだ世の中の真実」[42]
- 『B-ing 関東版』（とらばーゆ）- 「経営トップが20代、30代の会社特集」[42]
- 『ベンチャーリンク』（C&I Holdings）- 「人物　東証マザーズに上場した穐田誉輝」[41]